# Arabelia
Arabelia là một chi nhện trong họ Liocranidae.